# Sergei Igorewitsch Kamenski
Sergei Igorewitsch Kamenski (russisch Сергей Игоревич Каменский; * 7. Oktober 1987 in Bijsk, Russische SFSR) ist ein russischer Sportschütze. Er schießt mit dem Kleinkalibergewehr und dem Luftgewehr.

## Erfolge
Sergei Kamenski wurde 2010 in München mit dem Luftgewehr im Mannschaftswettbewerb Vizeweltmeister. 2014 folgte eine weitere Silbermedaille, als er in der Einzelkonkurrenz im Dreistellungskampf mit dem Kleinkalibergewehr den zweiten Platz belegte. 2018 gelangen schließlich die ersten Titelgewinne: er gewann sowohl die Einzelkonkurrenz mit dem Luftgewehr als auch den Mannschaftswettbewerb im Dreistellungskampf. Zudem sicherte er sich mit der Mannschaft in der Luftgewehr-Wertung eine weitere Silbermedaille.
Bei den Olympischen Spielen 2016 in Rio de Janeiro nahm Kamenski in drei Konkurrenzen teil. Mit dem Luftgewehr belegte er Rang 16, während er mit dem Kleinkalibergewehr liegend auf 50 Meter und 629,0 Punkten als Erster der Qualifikation einen neuen Olympiarekord aufstellte. Im Finale verpasste er mit 165,8 Punkten als Vierter dann jedoch knapp einen Medaillengewinn. Im Dreistellungskampf schoss Kamenski in der Qualifikation abermals Olympiarekord, mit 1184 Punkten belegte er den ersten Rang. Im Finale blieb er mit 458,5 Punkten lediglich 0,3 Punkte hinter Niccolò Campriani, dessen Ergebnis ebenfalls ein neuer Olympiarekord war. Somit erhielt Kamenski als Zweiter die Silbermedaille.
Weitere Medaillengewinne gelangen ihm bei den Europaspielen 2019 in Minsk. Nachdem er 2015 noch ohne Medaille geblieben war, sicherte er sich nun jeweils Gold im Dreistellungskampf und mit Julija Karimowa in der Mixed-Konkurrenz mit dem Luftgewehr, zudem erhielt er im Einzel mit dem Luftgewehr Silber.
Bei den 2021 ausgetragenen Olympischen Spielen 2020 in Tokio wiederholte Kamenski im Dreistellungskampf mit dem Kleinkaliber den zweiten Platz von den Spielen 2016. Im Finale musste er sich lediglich dem Chinesen Zhang Changhong geschlagen geben. Mit dem Luftgewehr schied er als Zehnter in der Qualifikation aus. Im Mixed mit dem Luftgewehr trat er wie schon bei den Europaspielen zwei Jahre zuvor mit Julija Karimowa an. Mit 628,9 Punkten zogen sie als Sechste in die zweite Qualifikationsrunde ein, in der sie sich mit 417,1 Punkten für das Duell um den dritten Platz qualifizierten. In diesem setzten sich Karimowa und Kamenski gegen die beiden Südkoreaner Kwon Eun-ji und Nam Tae-yun mit 17:9 deutlich durch und gewannen die Bronzemedaille.